# VVVVVV
VVVVVV è un videogioco a piattaforme sviluppato da Terry Cavanagh.
La prima versione del gioco è stata realizzata in Adobe Flash. Nel 2011, al fine di pubblicarlo su Humble Bundle, Simon Roth ha effettuato la riscrittura del videogioco in C++, aggiungendo Linux tra i sistemi operativi supportati. Nel 2014 è stata annunciata la conversione per iOS, Android, Ouya e PlayStation Vita. Nel 2015 viene pubblicata ufficialmente la versione Playstation 4.

## Modalità di gioco

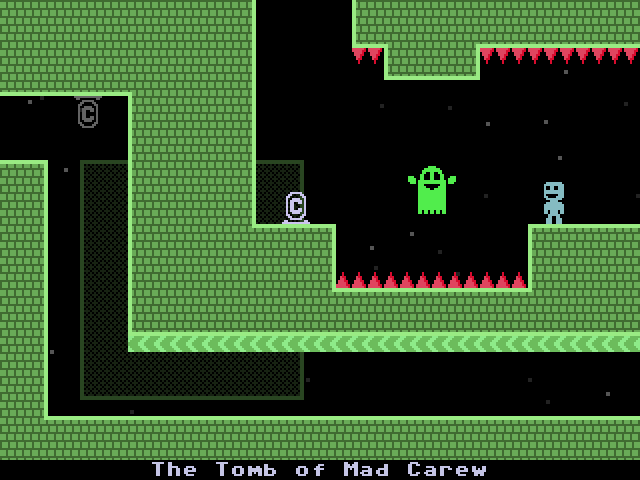
Esempio di schermata di gioco: in questa stanza, Captain Viridian deve evitare le punte rosse ed il fantasma verde. L'icona "C" è un checkpoint.

A differenza di molti giochi platform, in VVVVVV il protagonista non è in grado di saltare, ma è possibile invertire la direzione della gravità quando è su una superficie. Questa caratteristica insolita è apparsa per la prima volta nel videogioco a 8 bit Terminus del 1986. Il giocatore utilizza questa meccanica per attraversare l'ambiente del gioco ed evitare vari pericoli, tra cui punte fisse e nemici in movimento.
VVVVVV contiene otto livelli principali, tra cui due intermezzi e un livello finale, situato all'interno di un mondo aperto più grande ed esplorabile.  Gli intermezzi e il livello finale sono ambientati in una dimensione parallela chiamata Polar Dimension.
l mondo di gioco contiene molti checkpoint dove il personaggio si rigenera ogni volta che muore.
Lo stile grafico e quello delle musiche, realizzate da Magnus Pålsson, sono fortemente ispirati ai titoli tipici del Commodore 64. L'atmosfera è ispirata ai videogiochi retrò. Non sono presenti power-up.
Il triste elefante, chiamato a volte anche l'elefante nella stanza, è un grande elefante con una lacrima che cade sotto il suo occhio. L'elefante si estende per quattro stanze vicino alla Stazione Spaziale della dimensione VVVVVV e se il giocatore si trova vicino ad esso per un breve periodo di tempo, causerà la tristezza da parte del capitano Viridian. L'elefante non ha nessuna funzione per il gioco, ma è servito per suscitare molte discussioni sul suo significato o simbolismo tra i fan del gioco. Analogamente a molti dei nemici del gioco, il triste elefante ha avuto origine in alcune riviste del creatore Terry Cavanagh e non da Jet Set Willy come si è creduto per un certo periodo. Le iniziali dei membri dell'equipaggio, Viridian, Vermilion, Violet, Verdigris, Vitellary e Victoria, danno il nome al titolo del gioco.

## Galleria d'immagini

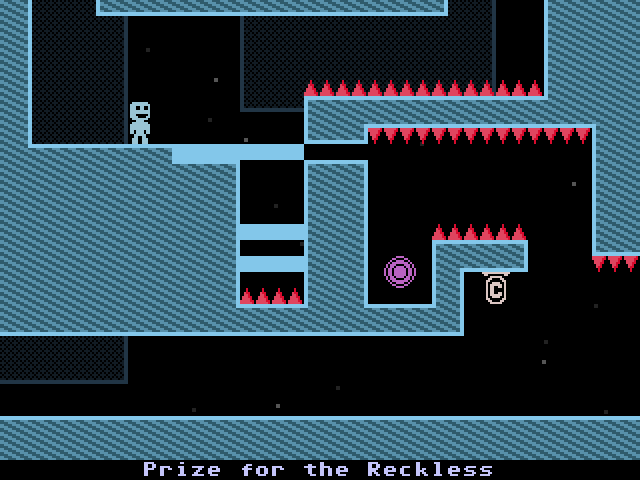
Prize for the Reckless
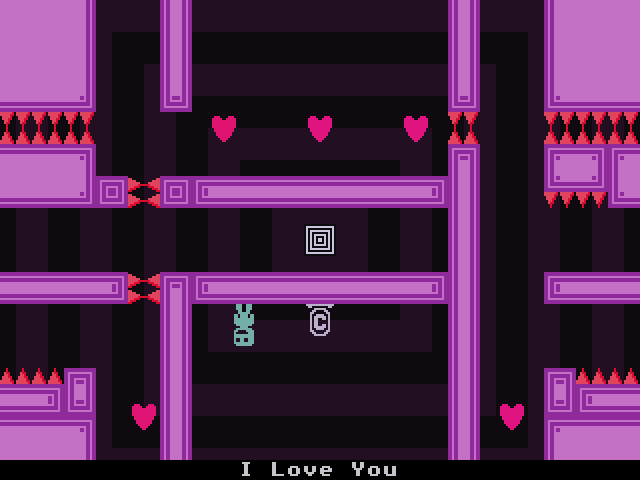
I Love You
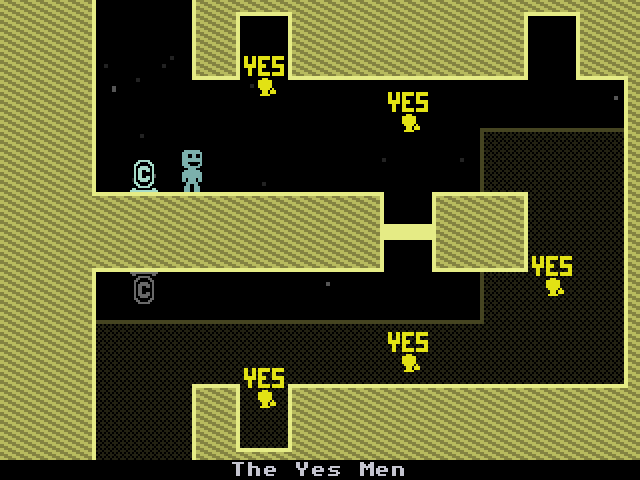
The Yes Men